# 이토미산

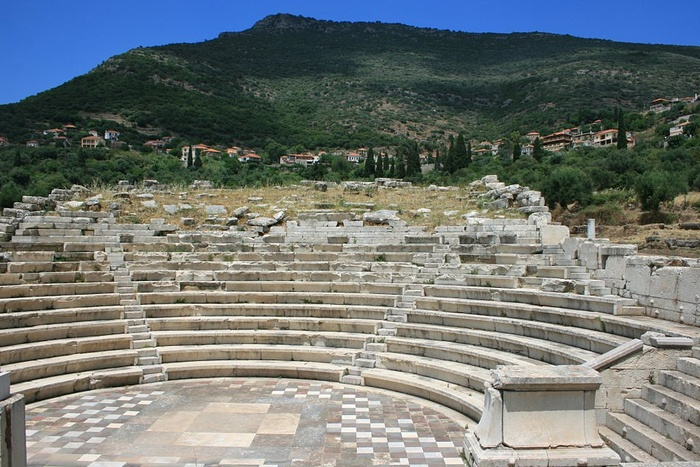
유적지에서 본 마브로마티의 정경

이토미산(고대 그리스어: Ἰθώμη, Ithome 또는 Ithomi)은 이전에는 보우르카노(고대 그리스어: ουνρκάνο) 또는 보울카노(고대 그리스어: Βουλκάνο)로 불렸으며, 그리스의 메세니아에 있는 쌍둥이 봉우리의 최북단이다. 이토미 산은 전 시정촌이었던 이토미가 있던 자리인 발리라에서 약 760m에서 약 800m까지 올라간다. 또 다른 봉우리로는 700m 높이의 에바 산(현대 그리스어: Εύα)이 있는데, 약 0.80km 길이의 얇은 마루로 이토미 산에 연결되어 있다.
이토미 산은 메세니아 만의 칼라마타에서 북쪽 25km 지점이 있다. 또 청동기 시대 메세니아가 자리잡았던 플리고스에서 동쪽으로 60km 떨어져 있다. 이토미 산의 절벽 아래에 자리 잡고 있는 고대 메세네의 현대적인 이름인 메시니에서는 북쪽으로 약 20km 떨어진 곳에 위치한다. 꼭대기에서는 파미소스 강의 전체 계곡이 보여진다. 동쪽으로 타이게투스 산, 남쪽으로는 메세니아 만이 시야에 들어온다. 이 곳은 방어에 굉장히 유리하지만, 주요 도로(칼라마타-플로스 도로)에서 벗어나 있다.

## 지리

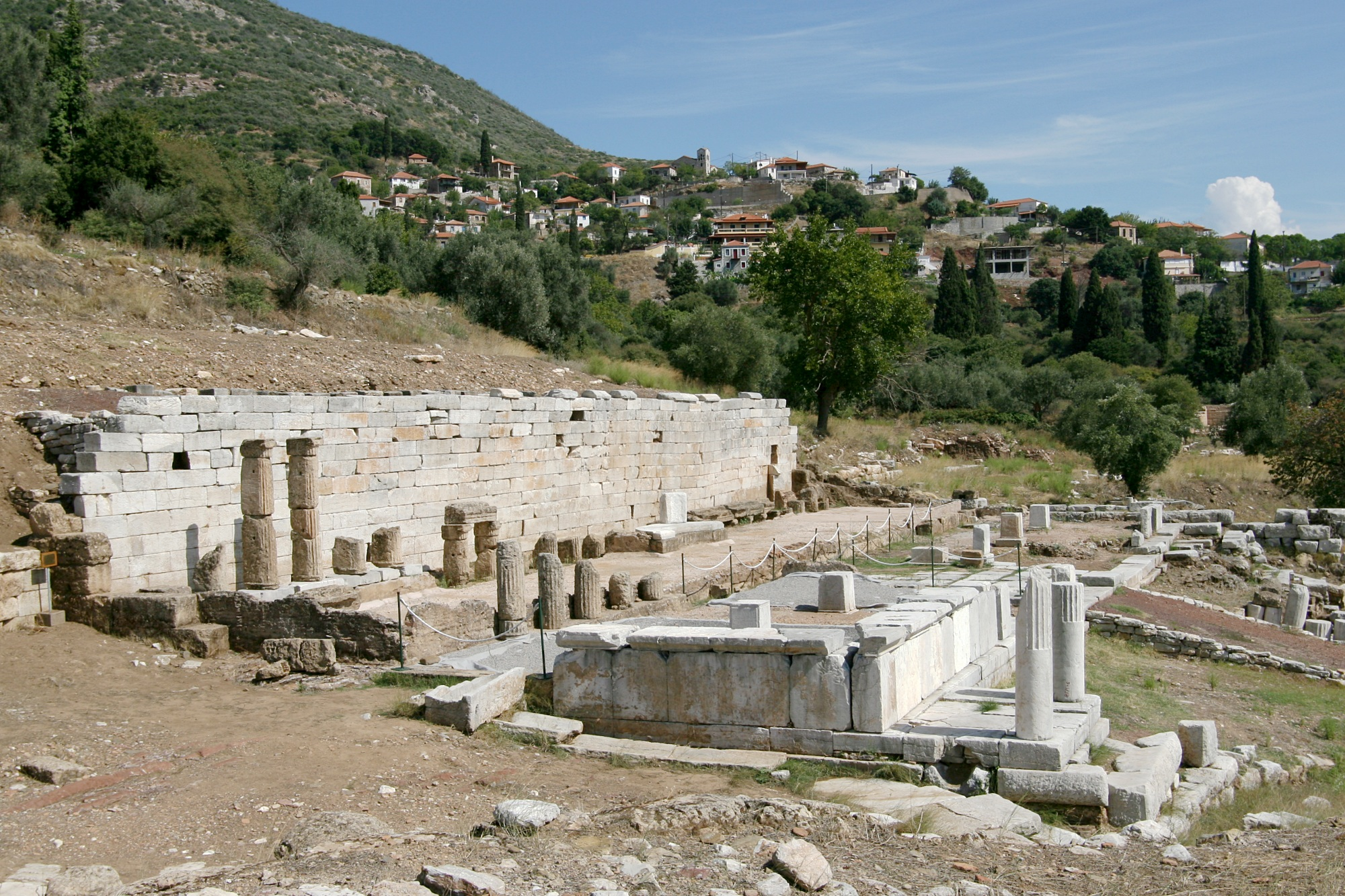
마브라마티에 있는 온천 담수지, 클레프시드라, 메세네는 아래 경사진 곳에 있고, 이토미가 배경에 어렴풋이 보인다

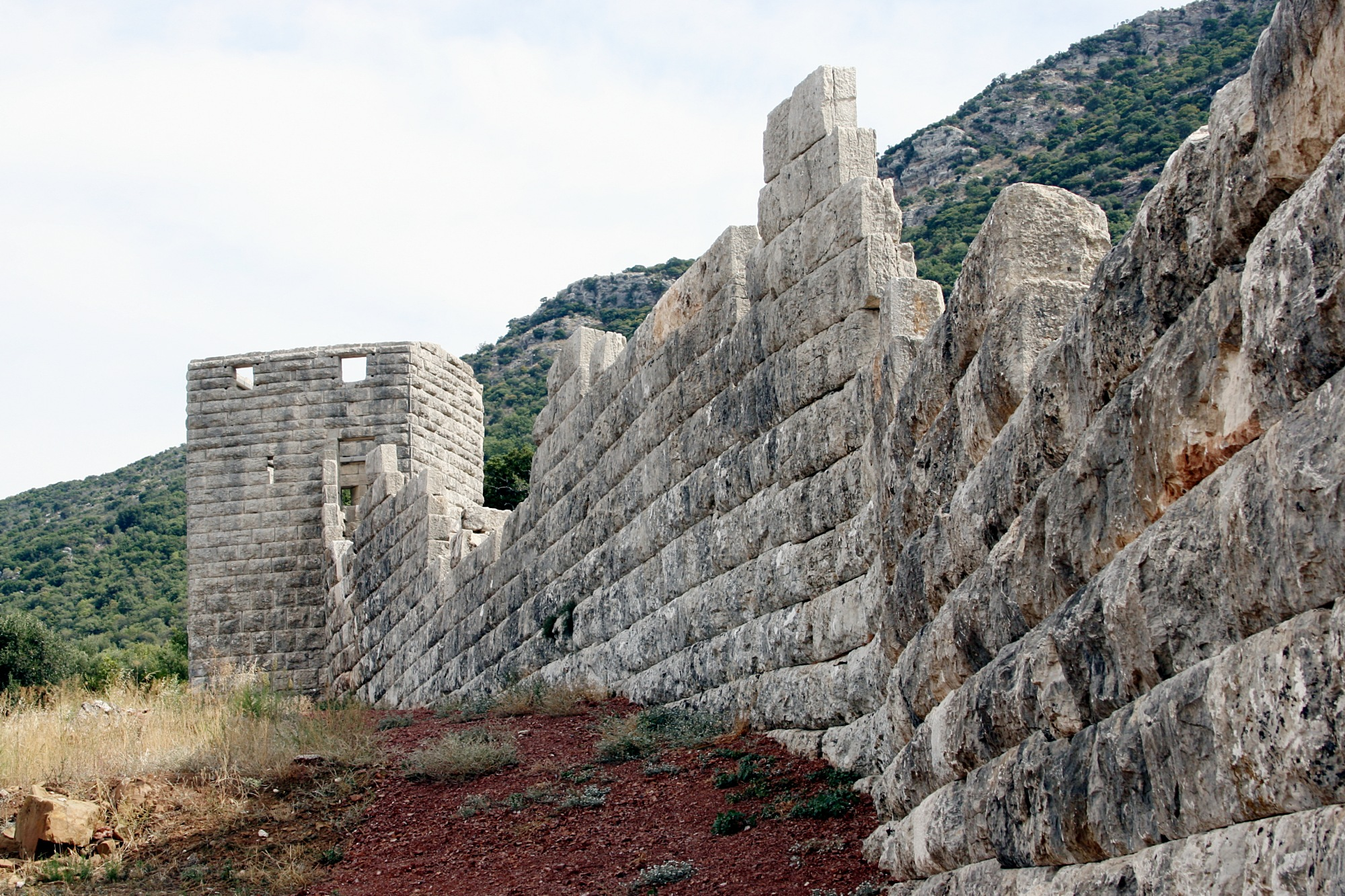
이토미 산을 배후로 한 메세네의 성벽

호머의 작품에 등장하는 이토미 마을은 아마도 평평한 정상에 있었을 것이다. 청동기 시대에는 제우스에게 헌정된 사원이 거기에 존재했다.
주변 영토를 가장 방어할 수 있는 지점인 이토미는 기원전 7세기와 6세기 메세니아 전쟁에서 스파르타에 대한 메세니아인들의 저항의 중심지였다. 이토미는 또한 스파르타 지진 후 기원전 465년 헤일로타이 반란의 중심지였다. 이 반란이 제3차 메세니아 전쟁이다.

## 같이 보기
- 메시니아현